# Лысцево (Волоколамский район)
Лысцево — деревня в Волоколамском районе Московской области России.
Относится к сельскому поселению Чисменское, до муниципальной реформы 2006 года относилась к Анинскому сельскому округу. Население — 12 чел. (2010).

## Население
| 1852 | 1859 | 1926 | 2002 | 2006 | 2010 |
| ---- | ---- | ---- | ---- | ---- | ---- |
| 294  | ↗342 | ↗520 | ↘5   | ↗11  | ↗12  |

## Расположение
Деревня Лысцево расположена примерно в 9 км к востоку от центра города Волоколамска. В деревне две улицы — Дубки и Фабричная, зарегистрировано одно садовое товарищество. Связана автобусным сообщением с районным центром и посёлком городского типа Сычёво. Ближайшие населённые пункты — деревни Рождествено, Шишкино и Амельфино.

## Исторические сведения
В «Списке населённых мест» 1862 года Лысцово — казённая деревня 2-го стана Волоколамского уезда Московской губернии по правую сторону Клинского тракта (из Волоколамска), в 8 верстах от уездного города, при колодце и прудах, с 43 дворами, 7 фабричными заведениями и 342 жителями (160 мужчин, 182 женщины).
По данным на 1890 год входила в состав Аннинской волости Волоколамского уезда, число душ мужского пола составляло 154 человека.
В 1913 году — 78 дворов, земское училище и 2 чайных лавки.
По материалам Всесоюзной переписи населения 1926 года — центр Лысцевского сельсовета Аннинской волости, проживало 520 жителей (235 мужчин, 285 женщин), насчитывалось 98 хозяйств, имелись школа и диспансер.
С 1929 года — населённый пункт в составе Волоколамского района Московской области.